# Malmyžskij rajon
Il Malmyžskij rajon, (in russo Малмыжский район?) è un rajon dell'Oblast' di Kirov, nella Russia europea; il capoluogo è Malmyž.